# Бове (графство)
Графство Бовези (фр. comté de Beauvais) — небольшое раннесредневековое французское графство в провинции Бовези.
В период правления Меровингов, городом Бове управляли defensor civitatis, назначенные королём — должность, которую, вероятнее всего, занимали епископы Бове. Графство Бовези состояло из бывших  pagus Belvacensis, лежащего к югу от графства Амьен с рекой Эпт в качестве западной границы, и pagus Vindoilensis на востоке с центром в поселении Вандёй.
Первое упоминание о созданном Каролингами графстве Бовези содержится в капитулярии императора Людовика I, датированном 823 годом, однако впервые имя первого известного из исторических источников графа Бовези, Бернара, упомянуто в хартии короля Людовика IV, датированной 936 годом. Предположительно, он был родственником каролингских графов Вермандуа, которые и управляли графством до этого времени, однако документальных подтверждений этому нет.
В начале XI века графством владел Эд II, граф Блуа, хотя достоверно неизвестно, когда и как он его получил. По одной из версий, графство Бовези было приданым его бабушки Лиутгарды, дочери графа Вермандуа Герберта II, которая была замужем за графом Блуа Тибо I. В 1015 году Эд II пожертвовал часть графства епископу Бове Роже. Сын Эда II, граф Блуа Тибо III, окончательно потерял графство Бовези после 1037 года. После этого епископы Бове были признаны графами Бовези и прямыми вассалами короля Франции.

## Графы Бовези
- X век—949 : Бернар (ум. 949), возможно, сын Пипина II Вермандуа, сына Пипина I Пероннского;
- 949-975 : Тибо I Плут (ок. 910—975), зять Герберта II, графа Вермандуа и, возможно, родственник предыдущего;
- 975—995 : Эд I (945/950—995), сын предыдущего;
- 995—1004 : Тибо II (979/981—1004), сын предыдущего;
- 1004—1037 : Эд II Шампанец (982/983-1037), брат предыдущего;
  - 1015—1024 : Роже (ум. 1024), также епископ Бове;
- 1037—после 1037 : Тибо III (1010—1089), сын Эда II.

Впоследствии графами Бовези были епископы Бове, которые входили в число шести первоначальных церковных пэров Франции.